# 프랑스 식민제국
프랑스 식민제국( - 植民帝國, 프랑스어: Empire colonial français, 영어: French colonial empire)은 16세기부터 지속된 프랑스 본토와 프랑스 지배 하의 식민지, 보호령, 위임통치령으로 구성된 제국이다. 초기 프랑스의 식민 정복에서 1814년까지 존재한 국가를 제1제국으로 부르고, 1830년 알제리 정복으로 시작된 제국을 제2제국이라 부른다. 제2제국은 1955년 프랑스-베트남 전쟁, 1962년 알제리 전쟁을 거치며 1960년대 탈식민지화로 붕괴했다.
16세기부터 17세기까지 프랑스 제1제국은 1680년 전성기의 총 면적에서 10,000,000km²(3,900,000sq mi) 이상으로 확장되었으며, 당시 세계에서 스페인 제국에 이어 두 번째로 큰 제국이었다.  19세기와 20세기 동안 프랑스 식민제국은 대영 제국에 이어 세계에서 두 번째로 큰 식민 제국이었다. 1920년대와 1930년대에는 13,500,000km²(5,200,000sq mi) 이상으로 확장되었다. 그러나 인구 측면에서 보면, 제2차 세계 대전 직전에 프랑스와 식민지 소유의 총 인구는 1억 5,000만 명에 불과했으며, 첫 번째와 두 번째 프랑스 식민 제국의 총 면적은 24,000,000km² 이상이었다.

## 역사
스페인 제국, 포르투갈 제국, 네덜란드 제국과 초기에 경쟁하다가 이후에는 대영제국과 경쟁하면서 프랑스는 17세기 초 북아메리카와 카리브해, 인도 등지에 누벨프랑스나 프랑스령 인도 같은 식민지를 건설했다. 18세기, 그리고 19세기 초 대영제국과 다른 유럽 열강들과의 전쟁으로 프랑스는 초기에 정복한 영토 대부분을 잃었다. 1850년 이후부터 프랑스는 새로운 제국을 재건해 아프리카와 인도차이나, 남태평양에 집중적으로 식민지를 설립했다. 공화주의자들은 초기에 제국 건립에 반대했으나 독일이 식민지를 확장함에 따라 제국의 건립을 지지했다. 제국이 발전함에 따라 제국은 프랑스와의 교역에서 중요한 역할을 맡았는데 교역은 식민지는 원료를 공급하고 완제품을 구입하는 방식이었다. 프랑스는 식민지에 조국에 대한 자부심을 부여하고 프랑스 문명과 언어, 그리고 가톨릭을 전파했다. 프랑스 식민지는 양차 대전 동안 프랑스에 병력을 제공하기도 했다.
기독교와 프랑스 문화를 가져옴으로써 프랑스의 기준을 세계적인 것으로 올리는 것이 중요한 목표가 되었다. 1884년 프랑스의 대표적인 식민주의자였던 쥘 페리는 "고위층은 낮은 계급에 우월한 권리를 가지고 있으며, 그들은 열등한 인종을 문명화할 임무가 있습니다."라고 선언했다. 식민지 주민들에게 시민권이 제공되었지만 실제로 이 시민권은 약해졌고, 식민지 주민들은 시민이 아닌 피지배층처럼 대우받았다. 프랑스는 알제리를 제외하고 이전의 스페인 또는 포르투갈, 그리고 동시대의 영국과는 달리 제국에서 소규모의 개척자들을 파견했다. 알제리에 많은 프랑스인들이 파견되었지만 여전히 지역 내에서 프랑스인은 소수였다.
범위로 보자면 프랑스 제국은 가장 큰 제국 중 하나였다. 프랑스 본토를 포함하여 1920년 프랑스의 주권이 미치는 지역의 영토는 13,500,000 km2 (5,200,000 mi2)에 달했고, 1939년 인구는 1억 1000만 명이었다. 제2차 세계 대전 당시 샤를 드골과 자유 프랑스는 프랑스를 해방시키기 위해 식민지를 거점으로 삼았다. 역사학자 토니 체퍼는 "프랑스가 패배와 점령의 설욕 이후 강대국의 자리를 되찾기 위해, 그들은 제2차 대전이 끝난 후에도 해외 제국을 유지하기를 원했다"고 주장한다. 그러나 1945년 이후 반식민지 운동이 유럽의 열강들을 위협했다. 1946년 10월 27일 프랑스 헌법은 프랑스 연합을 설립했지만 1958년까지 유지되었고 식민 제국에 남은 프랑스 지역은 프랑스의 해외 영토와 데파르망에 통합되었다. 이 지역은 1939년 제국 영토의 1% 밖에 되지 않는 119,394km2의 영토를 보유했으며 2013년에 인구는 270만 명이었다. 1958년 프랑스 공동체가 발족했으나, 1970년대부터 마지막 제국의 소유 지대는 프랑스에 이익이 적은 지역이었다고 로버트 알드리히는 말했다. 그는 "알제리의 트라우마적 탈식민지화를 제외하면 프랑스가 오랫동안 지속해 온 노력을 포기하는 것은 주목할만한 점이다."라고 주장했다. 1980년 바누아투가 독립하면서 프랑스 식민제국은 완전히 해체되었다.

## 제1제국

### 아메리카

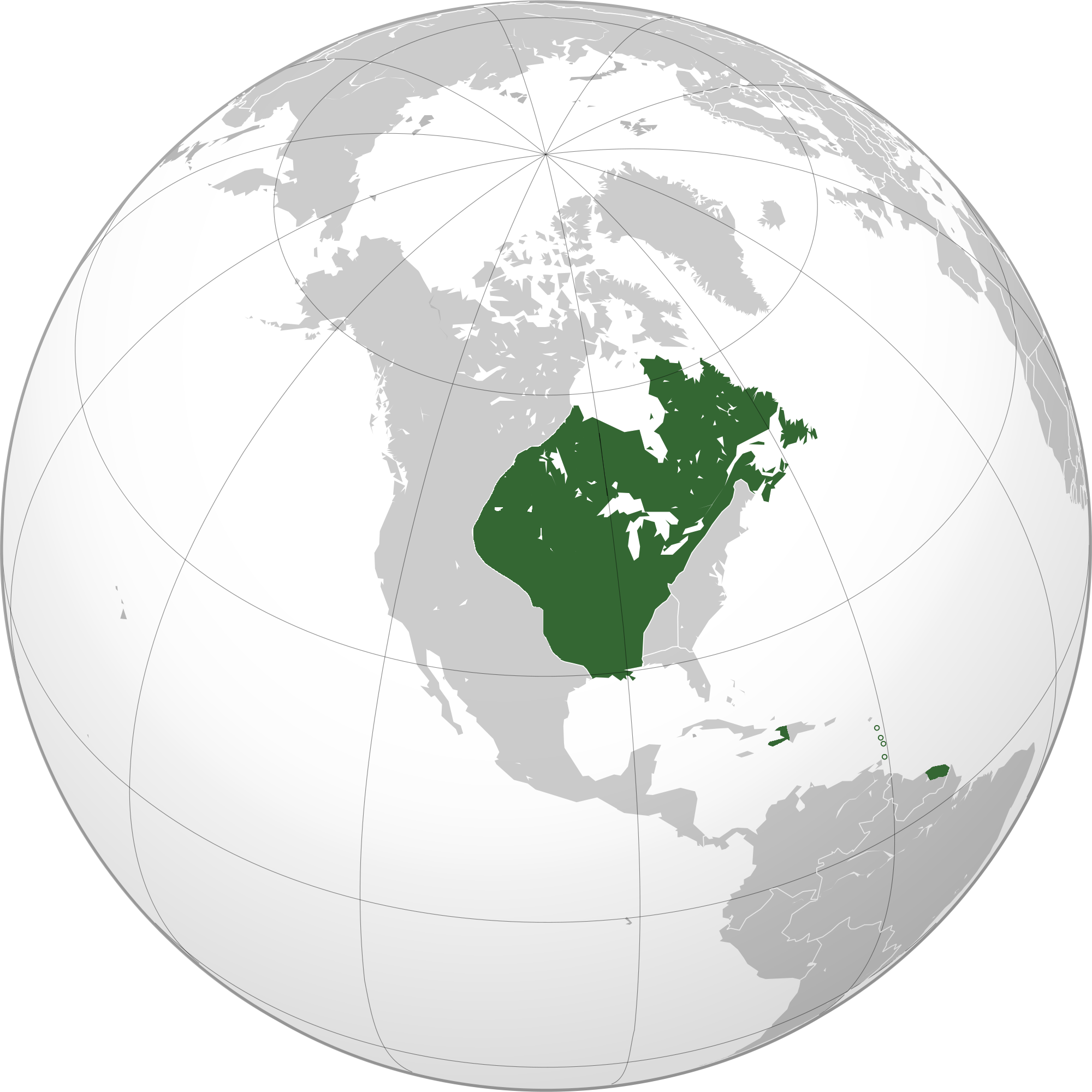
아메리카 대륙의 프랑스 식민지

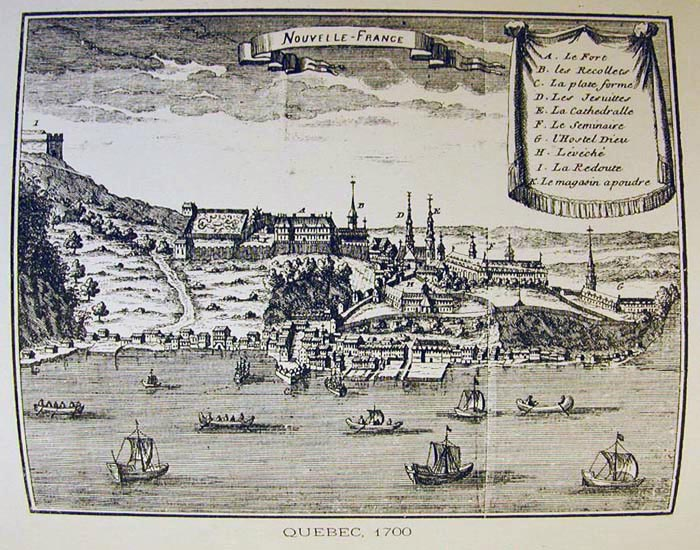
프랑스령 북아메리카 식민지로 누벨프랑스로 더 잘 알려져 있다.

16세기 프랑스의 아메리카 대륙 식민지화가 시작되었다. 조반니 다 베라차노와 자크 카르티에가 그 지역을 탐사했으며 프랑스 어선들과 보트들은 뉴펀들랜드섬을 지나 그랜드뱅크스를 오가기도 했다. 이들은 프랑스 식민지 확장의 선구적 역할을 했다. 그러나 스페인의 영토 해외 독점과 프랑스 내내부의 위그노 전쟁으로 프랑스는 즉각적으로 해외 식민지를 설립할 수 없었다. 1555년 브라질의 리우데자네이루와 플로리다에서, 그리고 1612년 상루이스에서 프랑스의 식민지 개척은 공식적인 관심 부족과 포르투갈 및 스페인의 우위로 실패했다.
프랑스 식민제국의 시작은 북아메리카의 아카디아에 포트로얄을 설립한 1605년 7월 27일부터 시작되며, 이 땅은 오늘날의 노바스코샤이다. 1608년 사뮈엘 드 샹플랭이 퀘벡 시를 설립했고 누벨프랑스 식민지의 모직 교역 중심지 및 수도가 되었다. 누벨프랑스는 캐나다라고도 불렸다. 누벨프랑스는 인구가 비교적 적었는데 이는 농업 중심의 생산보다는 모직물 교역에 중심을 두었기 때문이다. 이러한 바탕으로 프랑스인들은 지역의 민족 공동체와 우호적인 관계를 성립했다. 뉴잉글랜드의 영토에 대한 욕구와 무역 항구에서의 모직에 대한 원주민과의 교역에 대한 의존으로 프랑스는 군사적, 상업적, 정치적 유대를 원주민과 형성했다. 이것은 프랑스와 원주민의 동맹으로 강화된다. 그러나 프랑스인들은 가톨릭 개종 등의 종교적 압박을 받고 있었다.

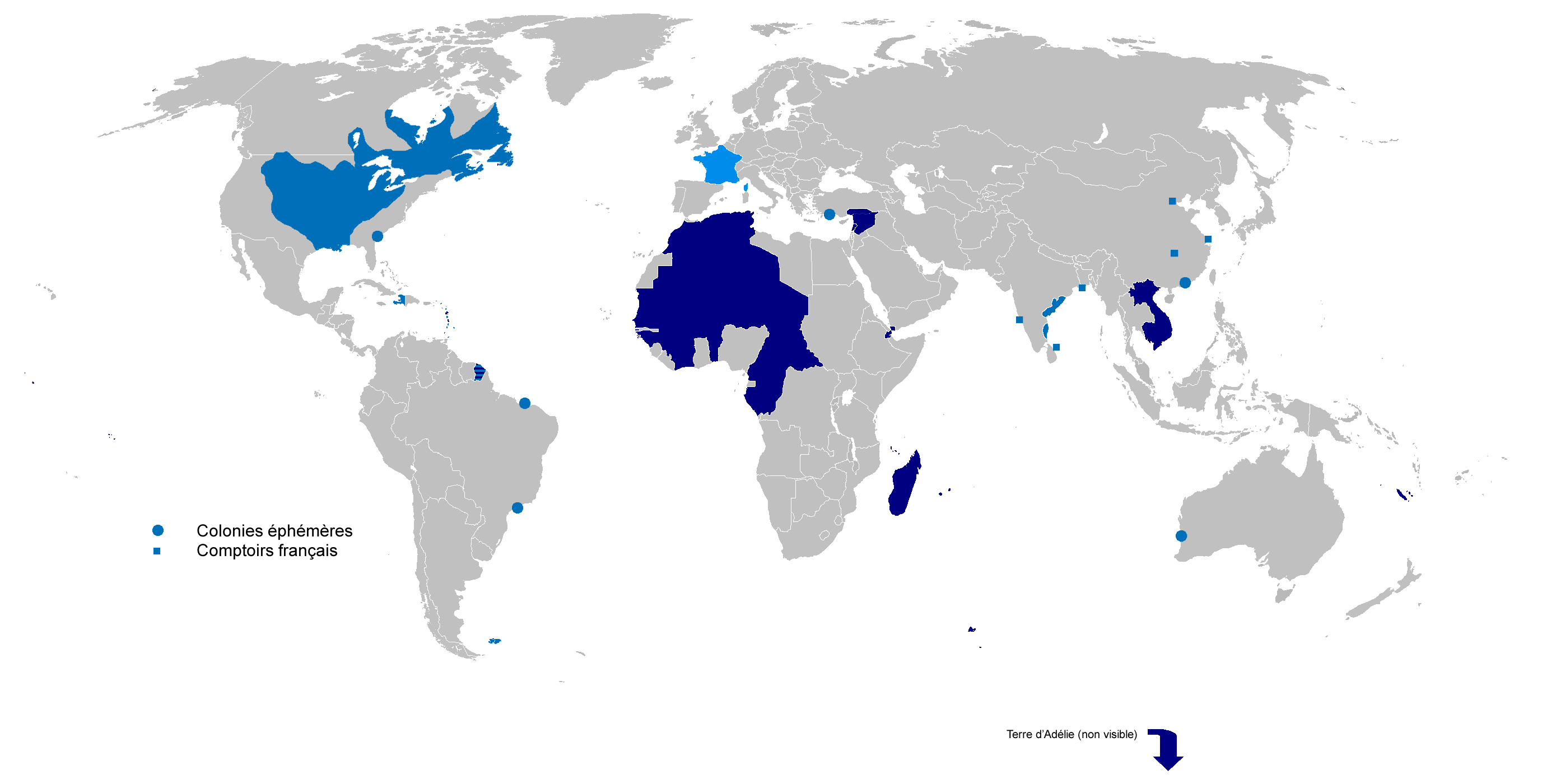
아메리카 대륙의 프랑스 식민지

다양한 아메리카 원주민 부족들과 동맹을 맺고 있었지만 프랑스인들은 북아메리카 대륙 대부분에 느슨한 통제권을 행사할 수 있었다. 일반적으로 프랑스인들의 정착지는 세인트로렌스강 계곡 일대로 한정되어 있었다. 1663년 누벨프랑스의 독자적 의회가 설립되기 전까지 누벨프랑스의 영토는 상업주의적 식민지로 발전했다. 1665년 장 탈롱이 도착하면서 프랑스는 아메리카 식민지에 인구 개발에 대한 적절한 조치를 취했는데 이는 영국의 것과는 비교할만 한 것이었다. 영국은 1713년 위트레흐트 조약으로 아카디아를 차지했다. 프랑스 본토의 정부는 식민주의에 큰 관심이 없었으며 유럽 내부에서의 세력 확장에 집중하고 있었다. 누벨프랑스는 영국령 북아메리카 식민지에 비해 경제적인 면과 인구적인 면에서 뒤떨어지고 있었다. 1699년 프랑스가 루이지애나를 미시시피강에 설립하면서 북아메리카에 대한 영토 주장은 더욱 확장되었다. 대호수를 통해 캐나다와 연결될 수 있던 이 교역망은 일리노이주와 아칸소주 일대에 밀집된 요새를 통해 유지되었다.

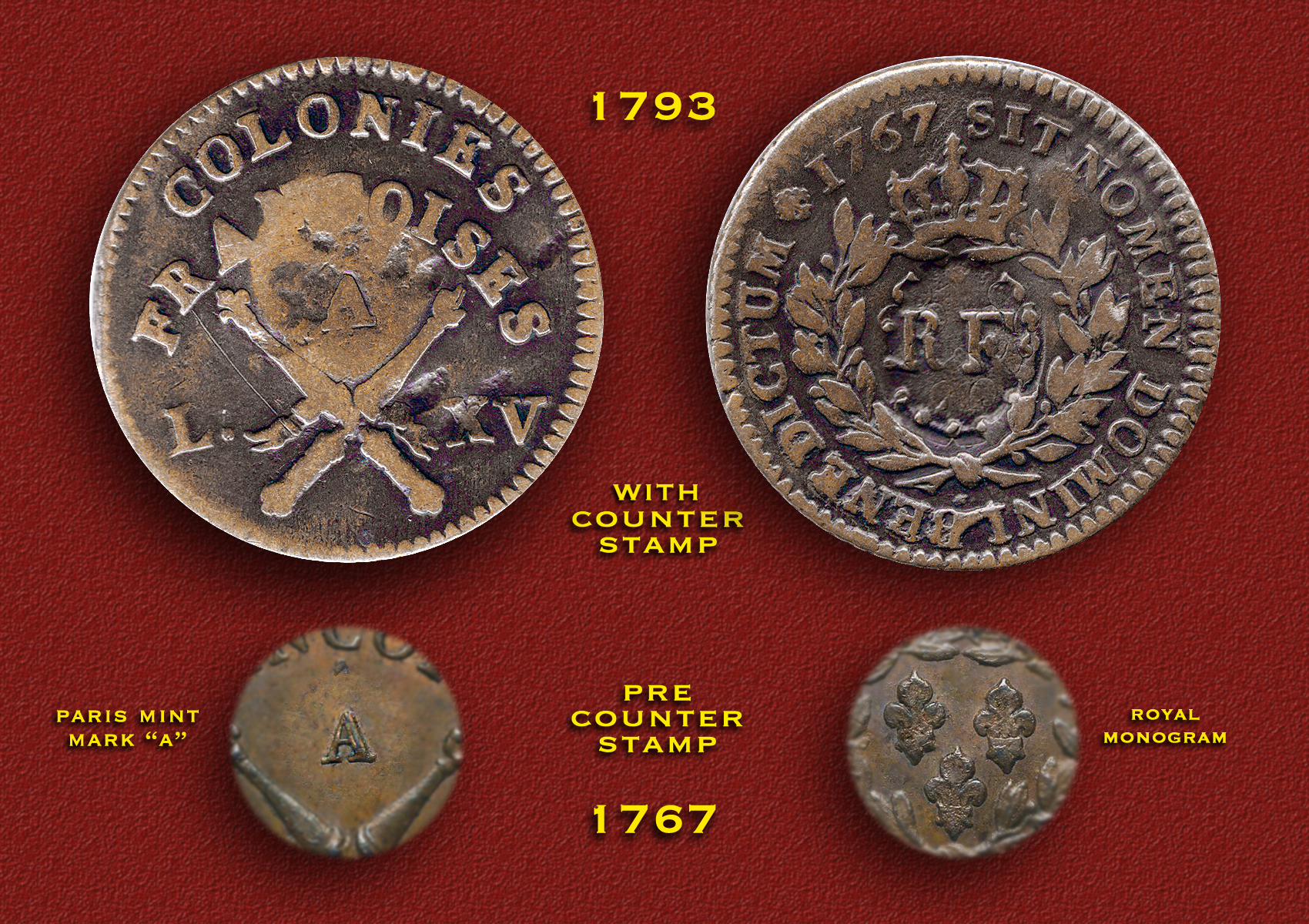
1767 루이 15세 시대에 프랑스 식민지에 관해 제작한 동전

북아메리카에서 프랑스 제국이 성장하자 프랑스인들은 작지만 더 이익이 되는 제국을 서인도 제도에 설립하기 시작했다. 1624년 오늘날의 프랑스령 기아나라 불리는 남아메리카의 해안 지역을 따라 정착지가 지어졌으며, 1625년 세인트키츠에 식민지가 설립되었다. 아메리카 대륙 내 도서 지역 회사는 1635년 과달루프와 마르티니크에 식민지를 설립했으며 1650년 세인트루시아를 설립했다. 이 식민지들은 아프리카 노예 무역을 통해 건설되고 유지되었다. 아메리카 대륙의 원주민들의 봉기로 1660년 카리브 축출 사태가 발생했다. 카리브 해 내부에서 가장 중요한 프랑스 식민지가 히스파니올라 서쪽 절반 지역인 1664년 생도밍그에 건립되었다. 18세기에 생도밍그는 카리브 해 내에서 가장 부유한 설탕 생산 식민지가 되었다. 1795년 히스파니올라도 스페인의 할양으로 일시적으로 프랑스 지배 하에 놓였다.

## 제2제국
프랑스 제2제국

## 같이 보기
- 프랑스의 역사
- 프랑스 연합
- 프랑코포니
- 알제리 독립 전쟁
- 제국주의
- 프랑스 식민제국 기 목록